# Korea JoongAng Daily
Korea JoongAng Daily là phiên bản tiếng Anh của tờ nhật báo quốc gia Hàn Quốc JoongAng Ilbo. Một trong 3 tờ nhật báo hằng ngày bằng tiếng Anh ở Hàn Quốc, cùng với The Korea Times và The Korea Herald.
Nó bao gồm những tin tức chính và những câu chuyện của phóng viên, và một số câu chuyện được dịch từ tờ báo tiếng Hàn. Korea JoongAng Daily hiện đang được bán cùng với tờ International New York Times.
Tính đến 18 tháng 3 năm 2007, nó ra mắt phiên bản Chủ nhật gọi là JoongAng Chủ nhật

## Liên kết
- Trang chủ
- Trang JoongAng chủ nhật